# Ruscarius creaseri
Ruscarius creaseri és una espècie de peix pertanyent a la família dels còtids.

## Descripció
- Fa 7,6 cm de llargària màxima.[5][6]

## Hàbitat
És un peix marí, demersal i de clima subtropical.

## Distribució geogràfica
Es troba al Pacífic oriental central: des de Carmel Bay (costa central de Califòrnia, els Estats Units) fins a la costa central de la Baixa Califòrnia (Mèxic).

## Observacions
És inofensiu per als humans.